# قائمة عاكسات الأشعة على القمر

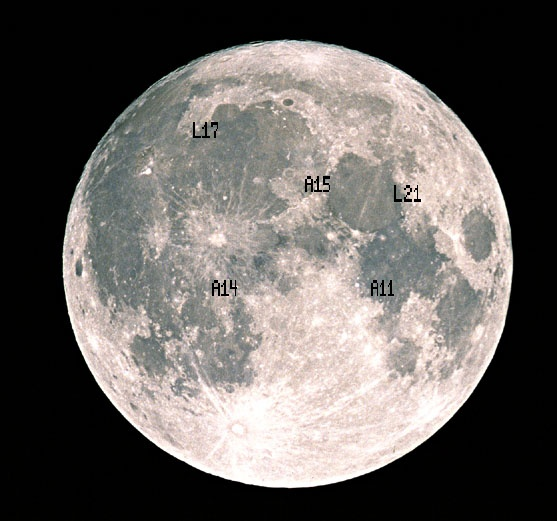
مواقع عاكسات الأشعة القمرية التي تركتها بعثات أبولو (A) ولونوخود (L)

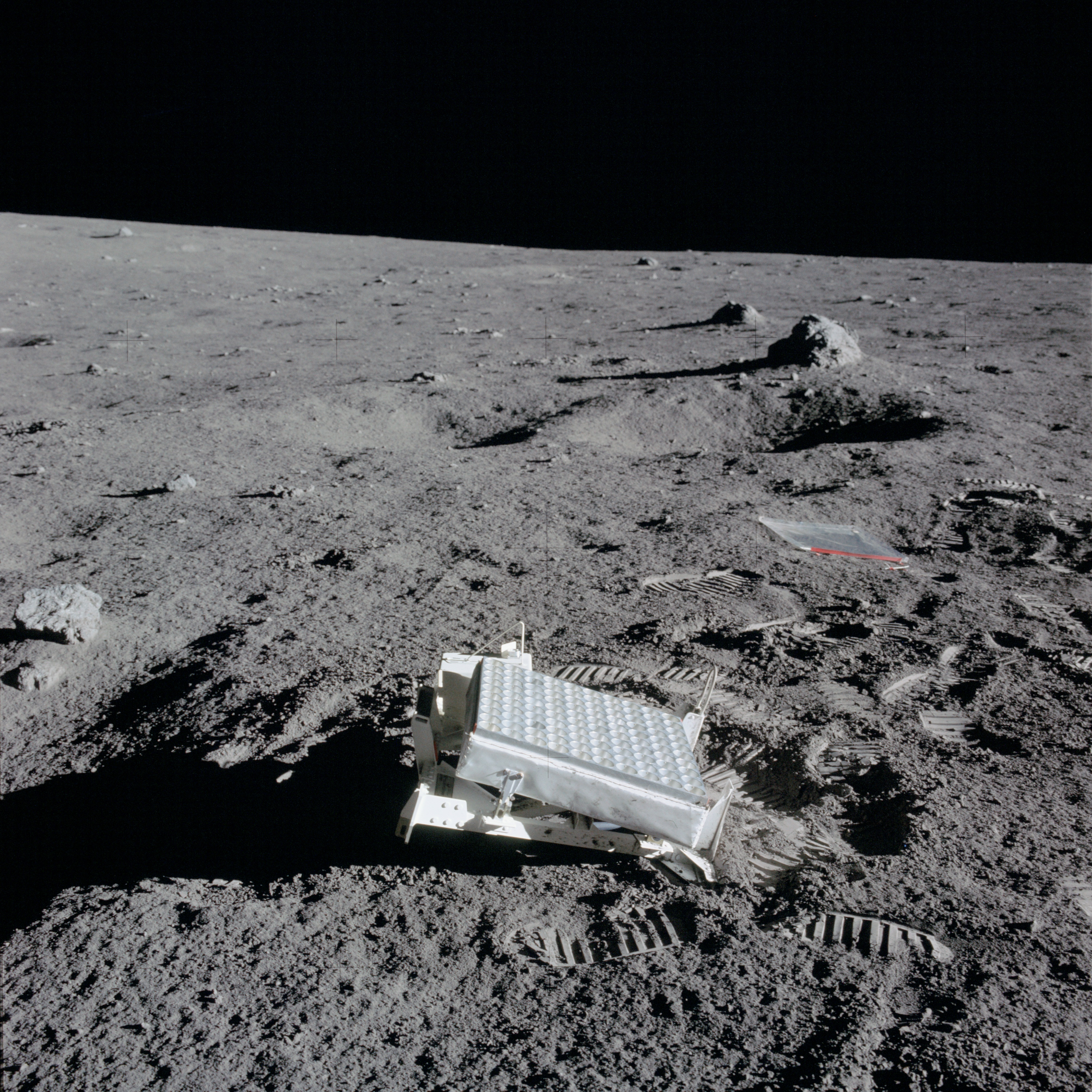
LRRR أبولو 14 على سطح القمر

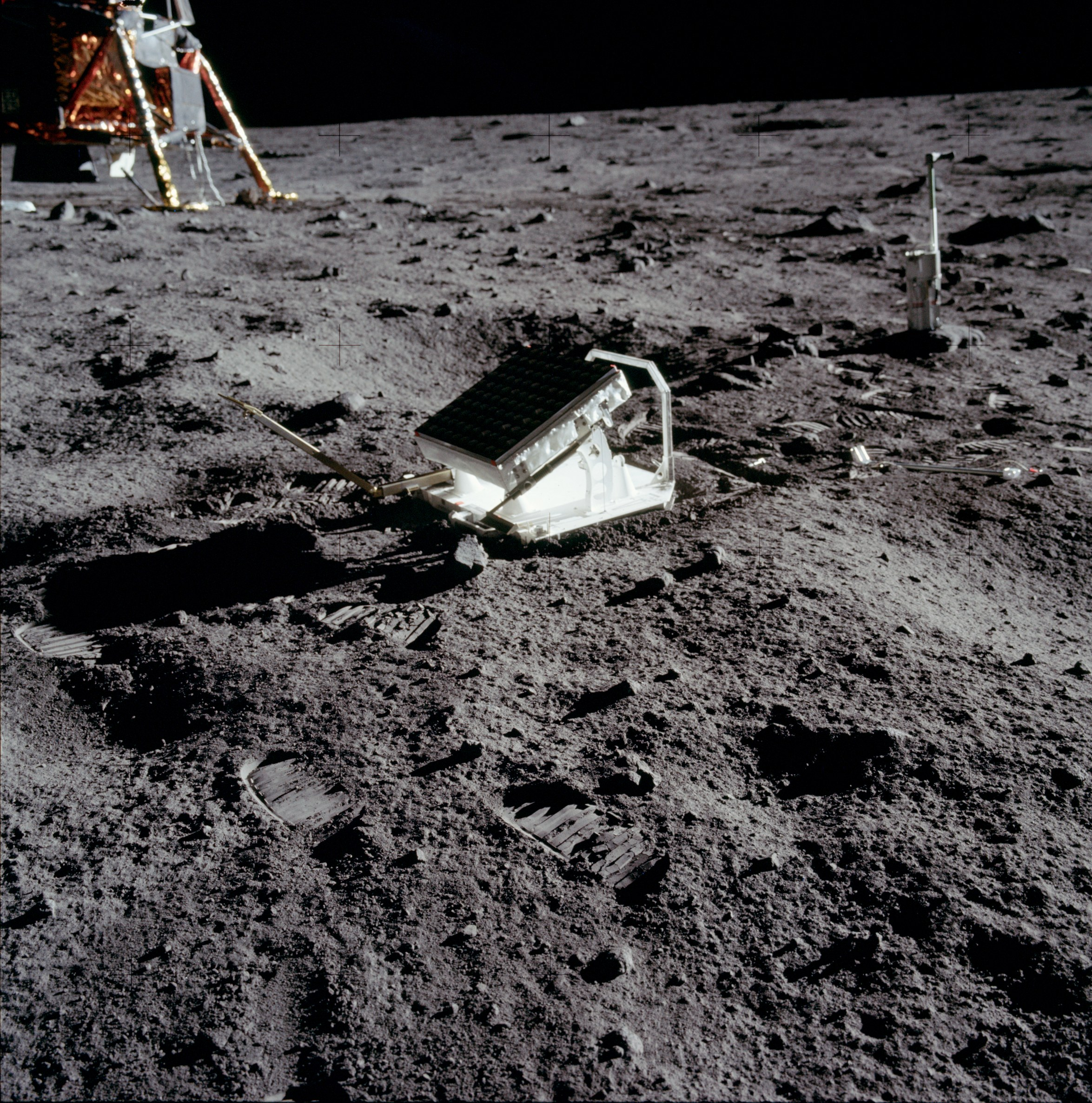
تجربة المجال الليزري القمري من بعثة أبولو 11.

هذه قائمة عاكسات الأشعة على سطح القمر، أجهزة خاصة تركت في خمسة مواقع مختلفة على سطح القمر من قبل أطقم الهبوط من برنامج أبولو ومن قبل برنامج لوناخود. وقد مكنت عاكسات القمر من أخد قياسات دقيقة للمسافة بين الأرض والقمر لأربعة عقود.

## العاكسات التي وضعتها الولايات المتحدة
| الاسم                                | المهمة   | التاريخ       | الموقع                 |
| ------------------------------------ | -------- | ------------- | ---------------------- |
| Lunar Ranging Retro Reflector (LRRR) | أبولو 11 | 21 يوليو 1969 | 0.67337°N 23.47293°E   |
| LRRR                                 | أبولو 14 | 31 يناير 1971 | 3.6453° S 17.471361° W |
| LRRR                                 | أبولو 15 | 31 يوليو 1971 | 26.1°N 3.6°E           |

## العاكسات التي وضعها الاتحاد السوفيتي
| الاسم     | المهمة  | الموقع              |
| --------- | ------- | ------------------- |
| لوناخود 1 | لونا 17 | 38.17° N, 325.06° W |
| لونوخود 2 | لونا 21 | 25.85° N, 30.45° E  |